# Notommata haueri
Notommata haueri är en hjuldjursart som beskrevs av Wulfert 1939. Notommata haueri ingår i släktet Notommata och familjen Notommatidae. Inga underarter finns listade i Catalogue of Life.